# Ніл Саймон
Ніл Са́ймон (англ. Neil Simon, нар. 4 липня 1927 — 26 серпня 2018) — американський драматург та сценарист, який вважається одним з найкращих письменників комедійного жанру в історії Американської літератури, та одним з найуспішніших у історії Бродвею. Автор більш ніж тридцяти п'єс та майже такої ж кількості кіносценаріїв, більшість з яких були адаптацією його власних робіт.

## Біографія

### Ранні роки
Ніл Саймон народився 4 липня 1927 року у Бронксі, Нью-Йорк в єврейській сім'ї. Його батько, Ірвінг Саймон, працював продавцем одягу, а його мати, Мамі Саймон, була домогосподаркою. Саймон також мав старшого брата Денні, який був на вісім років доросліший за нього. Його дитинство пройшло у Нью-Йорку в часи Великої Депресії. Фінансові проблеми сім'ї негативно вплинули на шлюб його батьків, через що він описував своє дитинство, як нещасливе. Він часто укривався від сімейних проблем у кінотеатрах, де дивися комедійні фільми за участю Чарлі Чапліна. Вони, за словами Саймона, надихнули його стати комедійним автором. В 16 років він закінчив середню школу ДеВітта Клінтона, після чого пройшов службу у військово-повітряних силах армії США.

### Кар'єра

#### Телебачення
Ніл Саймон розпочав свою кар'єру пишучи сценарії для радіо та телебачення разом зі своїм братом Денні Саймоном. Згодом їх запросив Сід Сезар до популярного шоу Your Show of Shows, після закінчення якого він запропонував Саймону роботу у своєму новому шоу Caesar's Hour, за яке Ніл двічі номінувався на Еммі. Він зазначав, що ці дві роботи були дуже важливими для його подальшої кар'єрі. У 1959 році його помітив Філ Сілверс, і найняв для написання сценаріїв для Сержанта Білко у The Phil Silvers Show.

#### Театр
Перша бродвейська п'єса Ніла Саймона, Приходь дути в свій горн (англ. Come Blow Your Horn), пройшла на сцені театру Брукса Аткінсона, де впродовж 1961 року демонструвалась 678 раз. На написання сценарію у Саймона пішло три роки, частково через те, що в той же час він також працював над сценаріями для телебачення. За його власними словами, йому довелося переписувати п'єсу від початку до кінця більш ніж двадцять разів. Про причини довгої роботи він казав:
|  | Це через брак віри у себе. Я казав: "Вона недостатньо добра. Так не годиться". Що не означало, що я міг би написати її краще, але я відчував що повинен спробувати... Це було рівноцінно трьом рокам навчання у коледжі. |

П'єси Босоніж по парку (англ. Barefoot in the Park, 1963) і Дивна парочка (англ. The Odd Couple, 1965), за які він отримав премію «Тоні», принесли йому всенародну відомість. Наступні роботи Саймона також мали великий успіх. У 1970-х роках він написав серію успішних п'єс, які іноді демонструвалися одночасно. Його сюжети варіювалися між романтичними комедіями і більш серйозними драмами. Загалом він 17 раз номінувався на премію «Тоні», і переміг в трьох з них.
Саймон також робив адаптації з матеріалу створеного іншими авторами: мюзикл Маленька я (англ. Little Me, 1962) в основу якого ліг однойменний роман Патріка Денісса, мюзикл Мила Чериті (англ. Sweet Charity, 1966) зі сценарію Фредеріко Фелліні, мюзикл Обіцянки, обіцянки (англ. Promises, Promises, 1968) з фільму Біллі Вайлдера — Квартира.

#### Кіно
Ніл Саймон написав більше двадцяти сценаріїв до фільмів. Серед яких були як адаптації його власних п'єс, так і оригінальні роботи, за які він чотири рази номінувався на премію «Оскар». Хоча більшість з його фільмів були успішними, він зазначав, що вони завжди були для нього менш важливими аніж п'єси. Він так це пояснював:
|  | Завдяки традиціям театрального мистецтва, я завжди почуваюся більш схожим на письменника коли пишу п'єсу... для кіносценариста таких традицій не існує, хіба що він ще і режисер, що робить його автором. Тому я насправді відчуваю, що пишу для наступних поколінь коли працюю над п'єсами, які існують ще з часів Давньої Греції. |

Саймон вирішив не писати сценарій для своєї першої кіноадаптації Приходь дути в свій горн, і сконцентрувався на написанні п'єс. Однак, фільм його розчарував і з того часу він намагався контролювати процес екранізацій. Перші його сценарії були точними копіями п'єс, що він пояснював своїм слабким інтересом до фільмів.

## Літературний стиль

### Тема творів
П'єси Саймона переважно автобіографічні, і часто зображують різні аспекти його молодих років та перших шлюбів. Що він підтверджував сам. Всі історії його п'єс, окрім двох, відбуваються у Нью-Йорку. Також його п'єси, окрім історій подружніх конфліктів, іноді містять історії зради, суперництва між дітьми, юнацтва, важких втрат і страху перед старінням. Але незважаючи на серйозність предмету творів, Саймон завжди викладав їх з гумором. За його власними словами, він майже завжди писав драми що були смішними, і в яких розповідалася історія про справжніх людей. Про те як йому це вдавалося він казав:
|  | Мій задум — яким сумним і смішним є життя. Я не уявляю собі гумористичну ситуацію, яка не залучає якусь біль. Спочатку я задавався питанням: "Що таке смішна ситуація?", зараз я питаю: "Що таке сумна ситуація, і як я можу смішно про неї розповісти?". |

Шлюбні стосунки в його комедіях часто зображуються саме такими, з фабулою подружніх труднощів, які іноді призводять до окремого проживання, розлучення і боротьби за опікунство над дітьми. Типовим закінченням таких історій, після багатьох поворотів сюжету, є відновлення стосунків.

### Персонажі
Розповідаючи про творчий процес Саймон зазначав, що він спершу намагається створити уявний образ своїх персонажів перед тим як почати писати. За його словами, Дівчина, усипана зірками (англ. The Star-Spangled Girl) була єдиною п'єсою яка мала погані касові збори, і яку він почав писати до того, як мав чіткий образ героїв. На думку Сюзан Копрінс: Саймон у зображенні літературних героїв використовував той же стиль, що і давньогрецький драматург Менандр. Своїх персонажів він зазвичай зображував недосконалими, не схильними до героїзму, але порядними людьми.

## Критика
Більшість робіт Саймона отримала неоднозначні відгуки. Багато критиків відзначали його комедійний талант. Інші давали менш схвальні відгуки, і у більшості випадків сприймали його як комерційно успішного, а не талановитого драматурга. Відомий театральний критик Клайв Барнес писав, що долею Ніла Саймона, як і його британського колеги Ноеля Кауарда, було залишатися недооціненим — хоча і дуже популярним — впродовж майже всієї кар'єри. Таке ставлення змінилось після 1991 року, коли його п'єса Загублені в Йонкерсі отримала «Пулітцерівську премію за найкращий драматичний твір».

## Приватне життя
Ніл Саймон був одружений п'ять раз. Перша дружина — танцівниця Джоан Байм, з якою він одружився у 1953 році, померла від раку у 1973. В тому ж році він одружився з актрисою Маршою Мейсон, з якою розлучився у 1981. В 1987–1988 та 1990–1998 роках Мейсон двічі був у шлюбі з Діаною Ландер. В 1999 році він одружився з актрисою Елейн Джойс. Саймон має трьох дітей: дочки Елен і Ненсі від першого шлюбу, та дочка Діани Ландер — Брін, яку він удочерив.

## Нагороди
- 1965 — Премія «Тоні» в номінації «Найкращий автор» за п'єсу Дивна парочка
- 1969 — Премія Гільдії сценаристів Америки в номінації «Найкраще написана комедія» за фільм Дивна парочка
- 1971 — Премія Гільдії сценаристів Америки в номінації «Найкраща оригінальна комедія» за фільм Приїжджі
- 1976 — Премія Гільдії сценаристів Америки в номінації «Найкраща адаптована комедія» за фільм Сонячні хлопчики
- 1978 — Премія «Золотий глобус» в номінації «Найкращий сценарій» — Дівчина для прощання
- 1979 — Почесна премія від Гільдії сценаристів Америки за Досягнення у написанні кіносценаріїв
- 1983 — Премія гуртка драматичних критиків Нью-Йорка за п'єсу Спогади про Брайтон-Біч
- 1985 — Премія «Тоні» в номінації «Найкраща драма» за п'єсу Білоксі блюз
- 1989 — Премія American Comedy Awards за творчі досягнення
- 1991 — Премія «Драма деск» в номінації «Видатна п'єса» за п'єсу Загублені в Йонкерсі
- 1991 — Пулітцерівська премія в номінації «Найкраща драма» за п'єсу Загублені в Йонкерсі
- 1991 — Премія «Тоні» в номінації «Найкраща драма» за п'єсу Загублені в Йонкерсі
- 1995 — Нагорода Кеннеді-центру
- 2006 — Приз імені Марка Твена за американський гумор

## Праці

### П'єси
| - 1961 — Приходь дути в свій горн - 1962 — Маленька я - 1963 — Босоніж по парку - 1965 — Дивна пара - 1966 — Мила Чериті - 1966 — Дівчина, усипана зірками - 1968 — Номер в готелі Плаза - 1968 — Обіцянки, обіцянки - 1969 — Останній з палких коханців - 1970 — Мішурна леді - 1971 — В'язень другої авеню - 1972 — Сонячні хлопчики | - 1973 — Хороший доктор - 1974 — Улюбленець Бога - 1976 — Каліфорнійський готель - 1977 — Розділ другий - 1979 — Вони грають нашу пісню - 1980 — Я повинна зніматися в кіно - 1981 — Дурні - 1983 — Спогади про Брайтон-Біч - 1985 — Білоксі блюз - 1986 — Дивна парочка жінок - 1986 — Прогулянка по Бродвею - 1988 — Чутки | - 1991 — Загублені в Йонкерсі - 1992 — Жінки Джейка - 1993 — Дівчина для прощання - 1993 — Регіт на 23-му поверсі - 1995 — Лондонський номер люкс - 1997 — Освідчення - 2000 — Обідня вечірка - 2001 — 45 секунд від Бродвея - 2003 — Дилема Рози - 2004 — Оскар і Фелікс: новий погляд на дивну парочку |

### Сценарії
| - 1950 — The Garry Moore Show (ТБ) - 1950-1954 — Your Show of Shows (ТБ) - 1954-1957 — Caesar's Hour (ТБ) - 1956 — Стенлі (ТБ) - 1958-1959 — The Phil Silvers Show (ТБ) - 1963 — Приходь дути в свій горн - 1965 — Kibbee Hates Twitch (ТБ) - 1966 — Полювання на лисиць (співавтор) - 1967 — Босоніж по парку - 1968 — Дивна парочка - 1969 — Мила Чериті - 1970 — Приїжджі - 1971 — Номер в готелі Плаза - 1972 — Останній з палких коханців | - 1972 — Дівчина моїх кошмарів - 1972 — В'язень другої авеню - 1975 — Сонячні хлопчики - 1976 — Убивство смертю - 1977 — Дівчина для прощання - 1978 — Дешевий детектив - 1978 — Каліфорнійський готель - 1978 — Хороший доктор (ТБ) - 1979 — Розділ другий - 1980 — Як у старі добрі часи - 1981 — Тільки коли я сміюся - 1982 — Я повинна зніматися в кіно - 1983 — Макс Дуган повертається - 1984 — Самотній хлопець | - 1985 — Дружина бейсболіста - 1986 — Спогади про Брайтон-Біч - 1987 — Номер в готелі Плаза (ТБ) - 1988 — Білоксі блюз - 1991 — Звичка одружуватись - 1993 — Загублені в Йонкерсі - 1995 — Сонячні хлопчики (ТБ) - 1996 — Жінки Джейка (ТБ) - 1996 — Лондонський готель (ТБ) - 1998 — Дивна парочка II - 2001 — Регіт на 23-му поверсі (ТБ) - 2004 — Дівчина для прощання (ТБ) |

## Цікавинки
- В багатьох джерелах серед нагород отриманих Нілом Саймоном значаться дві премії «Еммі», які він отримав на початку своєї кар'єри, коли писав для телебачення. Однак він лише двічі номінувався на ці нагороди у 1957 і 1958 роках.[18]